# Cubocephalus brevicornis
Cubocephalus brevicornis là một loài tò vò trong họ Ichneumonidae.